# IC 1301
IC 1301 је лентикуларна галаксија у сазвјежђу Лабуд која се налази на листи објеката дубоког неба у Индекс каталогу.
Деклинација објекта је + 50° 7' 33" а ректасцензија 19h 26m 31,9s. Привидна величина (магнитуда) објекта IC 1301 износи 13,4 а фотографска магнитуда 14,3. IC 1301 је још познат и под ознакама IC 4867, UGC 11437, MCG 8-35-10, CGCG 256-17, KCPG 539A, NPM1G +50.0429, PGC 63207.